# Anta da Herdade da Candieira
Pour les articles homonymes, voir Anta (homonymie).
Anta da Herdade da Candieira est un dolmen datant du Néolithique ou du Chalcolithique situé près de la municipalité de Redondo, dans le district d'Évora, en Alentejo.

## Situation
Le mégalithe est situé à environ 8 km au nord de Redondo, à proximité de la route N381 qui relie la municipalité à Estremoz.

## Description
Le dolmen, vieux de plus de 5 000 ans, se compose de sept orthostates, dont l'un est percé d'un mystérieux trou ovale de 19 cm x 16 cm, populairement appelé buraco da Alma  (« trou de l'âme »), et dont l'usage reste inconnu. La chambre sépulcrale du dolmen, de forme polygonale, mesure environ 3 m de diamètre pour une hauteur d'environ 2 m.

## Histoire
Le dolmen est déclaré Monumento Nacional en 1910.